# Соловьёв, Василий Петрович
Василий Петрович Соловьёв — советский военный деятель, генерал-полковник.
Соловьёв Василий Петрович (справа) и его брат Соловьёв Виктор Петрович (слева) участники Великой Отечественной войны

## Биография
Родился в 1909 году в селе Сюзюм. Член КПСС с 1933 года.
С 1931 года — на военной службе, общественной и политической работе. В 1931—1974 — на штабной работе в Рабоче-Крестьянской Красной Армии, участник Великой Отечественной войны, начальник штаба 209-го артиллерийского полка, командир 121-й отдельной гаубичной артиллерийской бригады РГК, на штабных и командных должностях в артиллерийских частях Советской Армии, начальник ракетных войск и артиллерии Киевского военного округа.
Умер в Золотоноше в 1994 году.